# Latający mnich i tajemnica Da Vinci
Latający mnich i tajemnica Da Vinci (słow. Legenda o lietajúcom Cypriánovi) – słowacko-polski dramat z 2010 roku w reżyserii Mariany Čengel-Solčanskiej.
Fabuła filmu oparta jest na biografii rzeczywistej postaci brata Cypriana z Czerwonego Klasztoru.

## Opis fabuły
XVIII wiek, słowackie Pieniny. W ukrytym w górach, owianym mrocznymi legendami Czerwonym Klasztorze pustelniczy żywot wiodą mnisi kamedulscy. Są zupełnie nieświadomi dramatycznych zmian, jakie przeżywa targana wojnami i rewolucjami Europa. Pewnego dnia u wrót klasztoru mnisi znajdują zakrwawionego mężczyznę. Ratują nieznajomego i z czasem przyjmują w swoje szeregi, nadając mu przydomek Cyprian. Wiele lat później zakonnik wsławia się wielkimi odkryciami.

## Obsada
- Marko Igonda − jako Cyprian
- Aleksandr Domogarow − jako Valent Greš
- Paweł Małaszyński − jako Martin
- Karolina Kominek-Skuratowicz − jako Barbara
- Radoslav Brzobohatý − jako Przeor
- Ivan Romančík − jako Albert
- Lukács Bicskey − jako Jozef
- Vladimír Javorský − jako Hadbávny
- Mirosław Zbrojewicz − jako karczmarz, ojciec Barbary
- Bartłomiej Firlet − jako Andrzej

i inni

## Wersja polska
Wersja polska: Studio Sonoria

Nagranie dialogów – reżyser: Małgorzata Boratyńska

Nagranie dialogów: Karol Mańkowski, Klementyna Waleczna

Kierownik produkcji: Dorota Suske

Przekład: Jana Fašungová

W wersji polskiej udział wzięli:
- Krzysztof Banaszyk – Cyprián
- Andrzej Blumenfeld
- Tomasz Gęsikowski
- Lech Łotocki
- Julia Kołakowska
- Sebastian Cybulski
- Karol Wróblewski
- Janusz Wituch – Albert
- Cezary Nowak
- Włodzimierz Bednarski – Stary Cyprián
- Mirosław Guzowski
- Jerzy Złotnicki
- Zbigniew Kozłowski
- Zbigniew Konopka
- Wojciech Machnicki
- Dariusz Błażejewski
- Izabella Bukowska-Chądzyńska
- Wojciech Solarz